# Libythea pallida
Libythea pallida är en fjärilsart som beskrevs av Franz Dannehl 1927. Libythea pallida ingår i släktet Libythea och familjen praktfjärilar. Inga underarter finns listade i Catalogue of Life.